# Jadid
Jadid (Arabisch: جديد; "nieuw") was de naam die werd gegeven aan de islamitische hervormers binnen het Russische Rijk in de jaren 80 van de negentiende eeuw. Ze noemden zichzelf vaak bij de Turkse namen Taraqqiparvalar ("progressieven") of simpelweg Yäşlär/Yosjlar ("Jeugd").

## Nieuwe methoden
Hoewel hun denkbeelden verschillend waren, was een van hun principiële doelen de introductie van de usul ul-jadid of "nieuwe methoden" van onderwijs in de maktabs van het Rijk, vandaar dat de term jadidisme meestal wordt gebruikt om hun programma te beschrijven. Sommige van de veranderingen waartoe ze de aanzet gaven waren mogelijk vooral oppervlakkig, zoals de introductie van banken, tafels, bureaus, schoolborden en kaarten in de klaslokalen. Andere, zoals het gebruik van tekstboeken die werden gedrukt in Caïro, Kazan of Constantinopel, hadden waarschijnlijk een grotere invloed. De beweging startte bij de Wolga-Tataren en (Krim-Tataren, waar het werd aangeprezen door ideologen als Volgan Moesa Bigiejev, en verspreidde zich later naar Centraal-Azië, vooral naar de steden Buchara en Kokand. Een leidende figuur was de Krim-Tataar İsmail Gaspıralı (Gasprinski) wiens nieuwsblad Terciman ("vertolker") een belangrijk orgaan vormde voor de Jadidische opinie, met het Azerbeidzjaanse satirische tijdschrift Mollah Nasreddin.
De Jadiden werden gewantrouwd door de Russische overheid, vanwege hun banden met vergelijkbare islamitische hervormingsbewegingen in het Ottomaanse Rijk en Brits-Indië en verdacht hen van Panturkisme en panislamisme. De Jadiden hadden ook veel tegenstanders onder de oelema, die vaak Qadimisten of toegewijden van het oude worden genoemd. De standpunten van de zogenoemde Qadimistische ideologen zijn vaak gestereotypeerd en verdraaid. Zij verschilden weinig van de Jadiden, die vaak dezelfde achtergronden hadden en waartoe ook velen van de oelema behoorden.

## Revolutie van 1917

Vlag van autonoom Kokand

Door de Russische Revolutie van 1917 leken de hervormers een kans te krijgen om werkelijke macht te verkrijgen. Er werd een voorlopige regering van Jadidhervormers opgezet in Russisch Turkestan, in de stad Kokand, terwijl een parallelle organisatie werd opgezet op de steppe, de Alaş Orda (waarvan Mustafa Chokayev een belangrijk leider was) in de stad Semipalatinsk. De autonomie van Kokand werd wreed vernietigd door de troepen van de sovjet van Tasjkent. Ongeveer 14.000 mensen kwamen om, waaronder vele belangrijke Jadiden.
In de eerste jaren van het bolsjewistische gezag probeerden de autoriteiten met hulp van de Jadiden radicale sociale en onderwijshervormingen door te voeren. Onder Faizulla Chodzjajev beheersten de Jadiden de regering van de Volksrepubliek Buchara (1921-1924), maar dit bleek een valse hoop te zijn. Toen de nieuwe 'nationale' grenzen werden getekend in 1924, werd Chodzjajev de eerste president van de Oezbeekse SSR, maar hij kwam om bij de grote zuiveringen van de jaren 30 door Jozef Stalin, samen met bijna de gehele intelligentsia van Centraal-Azië, waaronder belangrijke Jadidische schrijvers en dichters als Cholpan en Abdur Rauf Fitrat. De Jadiden zijn nu gerehabiliteerd als 'Oezbeekse Nationale Helden' in Oezbekistan.